# Acarapinae
Sous-famille
Les Acarapinae sont une sous-famille d'acariens de la famille des Tarsonemidae.

## Liste des sous-taxons
- Tribu des Acarapini Schaarschmidt, 1959
- Tribu des Coreitarsonemini Fain, 1970
- Tribu des Podotarsonemini Seeman, Lindquist & Husband, 2018